# Challenge Cup (Volleyball)
Der Challenge Cup ist der dritthöchste Europapokal-Wettbewerb für Vereinsmannschaften im Volleyball. Bis einschließlich der Saison 2006/07 wurde der Wettbewerb unter dem Namen CEV-Pokal bzw. CEV Cup ausgetragen. Anschließend änderte der ausrichtende europäische Verband CEV die Struktur der Wettbewerbe.

## Modus
Teilnahmeberechtigt sind die Mannschaften, die in ihrer nationalen Liga hinter den Champions-League- und CEV-Pokal-Teilnehmern platziert sind. Die genaue Anzahl der Startplätze in den einzelnen Wettbewerben ergibt sich aus einer Rangliste der CEV.
In den ersten beiden Runden treten 64 bzw. 32 Mannschaften im K.-o.-System mit Hin- und Rückspiel gegeneinander an. Falls es in den beiden Spielen unterschiedliche Sieger gibt entscheidet das Satzverhältnis. Herrscht auch hier Gleichstand wird direkt im Anschluss an das Rückspiel ein zusätzlicher Satz bis 15 Punkte gespielt („golden set“), der über den Einzug in die nächste Runde entscheidet. Die 16 Sieger der zweiten Runde treffen auf die Mannschaften, die in der ersten Runde des CEV-Pokals ausgeschieden sind. Die Sieger spielen im Achtel- und Viertelfinale weiter bis zum Final Four. Das Turnier der besten vier Mannschaften innerhalb eines Wochenendes an einem zentralen Ort ausgetragen. An einem Tag finden die Halbfinalspiele statt, am anderen Tag das Spiel um den dritten Platz und das Finale.

## Männer

### CEV Cup
| Saison  | Final Four        | Sieger                 | Platz 2                 | Platz 3                   |
| ------- | ----------------- | ---------------------- | ----------------------- | ------------------------- |
| 1980/81 | Cannes            | AS Cannes              | Amare più Loreto        | Santal Parma              |
| 1981/82 | Voorburg          | Starlift Voorburg      | Toseroni Rom            | Guney Sanay Adana         |
| 1982/83 | Löwen             | Panini Modena          | Orion Doetinchem        | AS Grenoble               |
| 1983/84 | Jemeppe-sur-Meuse | Panini Modena          | Casio Mailand           | VVC Vught                 |
| 1984/85 | Belgrad           | Panini Modena          | Partizan Belgrad        | Kruikenburg Ternat        |
| 1985/86 | Sarajevo          | Kutiba Falconara       | Bosna Sarajevo          | Bistefani Turin           |
| 1986/87 | Brüssel           | Ener-Mix Mailand       | Santal Parma            | Cervena Hvezda Bratislava |
| 1987/88 | Düdelingen        | Avtomobilist Leningrad | Ciesse Padua            | Montpellier UC            |
| 1988/89 | Bordeaux          | Avtomobilist Leningrad | Petrarca Padua          | Debic Zonhoven            |
| 1989/90 | Moers             | Moerser SC             | Partizan Belgrad        | Avtomobilist Leningrad    |
| 1990/91 | Padua             | Sisley Treviso         | Radiotechnik Riga       | Charro Padua              |
| 1991/92 | Parma             | Maxicono Parma         | Charro Padua            | SV Bayer Wuppertal        |
| 1992/93 | Montpellier       | Sisley Treviso         | Charro Padua            | VK Dynamo Moskau          |
| 1993/94 | Padua             | Petrarca Padua         | Samotlor Nizhievartovsk | VfB Friedrichshafen       |
| 1994/95 | Parma             | Pallavolo Parma        | AVC Orestiada           | Tally Gonzaga Mailand     |
| 1995/96 | Paris             | Alpitour Traca Cuneo   | Edilcuoghi Ravenna      | Aero Odolena Voda         |
| 1996/97 | Genf              | Porto Ravenna          | Netash Istanbul         | SV Bayer Wuppertal        |
| 1997/98 | Rieti             | Sisley Treviso         | Knack Roeselare         | Lube Macerata             |
| 1998/99 | San Benedetto     | Palermo Volley         | Knack Roeselare         | SCC Berlin                |
| 1999/00 | Florenz           | Piaggio Roma           | Casa Unibon Modena      | Mostostal Kedzierzyn      |
| 2000/01 | Arezzo            | Lube Macerata          | Casa Unibon Modena      | Noliko Maaseik            |
| 2001/02 | Cuneo             | Noicom Cuneo           | Lokomotive Belgorod     | Asystel Mailand           |
| 2002/03 | Jesolo            | Sisley Treviso         | Lube Macerata           | VK Iskra Odinzowo         |
| 2003/04 | Modena            | Kerakoll Modena        | Copra Asystel Piacenza  | Izimrud Jekaterinburg     |
| 2004/05 | Palma             | Lube Macerata          | Son Amar Palma Mallorca | Tourcoing Lille Métropole |
| 2005/06 | Padua             | Lube Macerata          | VK Iskra Odinzowo       | Paris Volley              |
| 2006/07 | Nowy Urengoi      | Fakel Nowy Urengoi     | Copra Piacenza          | Halkbank Ankara           |

### Challenge Cup
| Saison  | Final Four | Sieger                                  | Platz 2                                 | Platz 3                                 |
| ------- | ---------- | --------------------------------------- | --------------------------------------- | --------------------------------------- |
| 2007/08 | Rzeszów    | Pallavolo Modena                        | Lokomotive-Isumrud Jekaterinburg        | Stade Poitevin Poitiers                 |
| 2008/09 | Izmir      | Arkasspor İzmir                         | Jastrzębski Węgiel                      | CVM Tomis Constanța                     |
| 2009/10 | Perugia    | Perugia Volley                          | HAOK Mladost Zagreb                     | SCC Berlin                              |
| 2010/11 | —          | Lube Banca Marche Macerata              | Arkasspor İzmir                         | —                                       |
| 2011/12 | —          | Tytan Częstochowa                       | Politechnika Warszawska                 | —                                       |
| 2012/13 | —          | Copra Piacenza                          | Ural Ufa                                | —                                       |
| 2013/14 | —          | Fenerbahçe Istanbul                     | Andreoli Latina                         | —                                       |
| 2014/15 | —          | OK Vojvodina Novi Sad                   | Benfica Lissabon                        | —                                       |
| 2015/16 | —          | Blu Volley Verona                       | Fakel Nowy Urengoi                      | —                                       |
| 2016/17 | —          | Fakel Nowy Urengoi                      | Chaumont Volley-Ball 52                 | —                                       |
| 2017/18 | —          | Bunge Ravenna                           | Olympiakos Piräus                       | —                                       |
| 2018/19 | —          | VK Lokomotive-Belogorje                 | Vero Volley Monza                       | —                                       |
| 2019/20 | —          | wegen der COVID-19-Pandemie abgebrochen | wegen der COVID-19-Pandemie abgebrochen | wegen der COVID-19-Pandemie abgebrochen |
| 2020/21 | —          | Powervolley Mailand                     | Ziraat Bankası Ankara                   | —                                       |
| 2021/22 | —          | Narbonne Volley                         | Halkbank Ankara                         | —                                       |
| 2022/23 | —          | Olympiakos Piräus                       | Maccabi Tel Aviv                        | —                                       |
| 2023/24 | —          | Projekt Warszawa                        | Mint Vero Volley Monza                  | —                                       |
| 2024/25 | —          | LUK Lublin                              | Lube Civitanova                         | —                                       |

## Frauen

### CEV Cup
| Saison  | Final Four         | Sieger                    | Platz 2                   | Platz 3                    |
| ------- | ------------------ | ------------------------- | ------------------------- | -------------------------- |
| 1980/81 | München            | SV Lohhof                 | Cesena                    | 1. VC Wiesbaden            |
| 1981/82 | Rheine             | USC Münster               | Lions Baby Ancona         | Orion Doetinchem           |
| 1982/83 | Stuttgart          | SG/JDZ Feuerbach          | Cesena                    | TG Rüsselsheim             |
| 1983/84 | Stuttgart          | Bari                      | Civ e Civ Modena          | CJD Feuerbach              |
| 1984/85 | Augsburg           | TG Viktoria Augsburg      | Bari                      | Parma                      |
| 1985/86 | Reggio nell’Emilia | Pallavolo Reggio Emilia   | SG/JDZ Feuerbach          | OK Roter Stern Belgrad     |
| 1986/87 | Ancona             | Volley Modena             | USC Münster               | Yoghi Ancona               |
| 1987/88 | Ankara             | Yoghi Ancona              | Pallavolo Reggio Emilia   | Ziraatbank Ankara          |
| 1988/89 | Bursa              | Pallavolo Reggio Emilia   | Slavia Prag               | VC Schwerte                |
| 1989/90 | Izmir              | Orbita Saporischschja     | Bayern Lohhof             | Rapid Bukarest             |
| 1990/91 | Bursa              | Pescopagano Matera        | Pallavolo Reggio Emilia   | Vakifbank Ankara           |
| 1991/92 | Modena             | Calia Matera              | Volley Modena             | Vakifbank Ankara           |
| 1992/93 | Istanbul           | Roma                      | Eczacıbaşı Istanbul       | Unesis Jekaterinburg       |
| 1993/94 | Münster            | USC Münster               | Agrigent                  | Iskra Lugansk              |
| 1994/95 | Villebon           | Sumirago                  | Orbita Zaporozhzhya       | RC Villebon                |
| 1995/96 | Ankara             | USC Münster               | Emlakbank Ankara          | Rossi Moskau               |
| 1996/97 | Rom                | Roma                      | Florenz                   | Galatasaray Istanbul       |
| 1997/98 | Mülhausen          | Pallavolo Reggio Emilia   | Pallavolo Reggio Calabria | PTT Mulhouse               |
| 1998/99 | Neapel             | Centro Ester Napoli       | Iskra Lugansk             | Uralochka Jekaterinburg 2  |
| 1999/00 | Reggio Calabria    | Pallavolo Reggio Calabria | Cividini Vicenza          | Günes Sigorta Istanbul     |
| 2000/01 | Vicenza            | Cividini Vicenza          | Foppapedretti Bergamo     | Pallavolo Sirio Perugia    |
| 2001/02 | Schio              | Edison Volley Modena      | Marine Consulting Ravenna | Balakovskaia Balakowo      |
| 2002/03 | Perugia            | Asystel Volley            | Hotel Cantur Las Palmas   | Pallavolo Sirio Perugia    |
| 2003/04 | Treviglio          | Foppapedretti Bergamo     | Monte Schiavo Jesi        | Caja de Ávila              |
| 2004/05 | Perugia            | Pallavolo Sirio Perugia   | Balakovskaia Balakowo     | Monte Schiavo Jesi         |
| 2005/06 | Turin              | Scavolini Pesaro          | Bigmat Kerakoll Chieri    | Universidad Burgos         |
| 2006/07 | Perugia            | Pallavolo Sirio Perugia   | VK Saretschje Odinzowo    | Sant'Orsola Asystel Novara |

### Challenge Cup
| Saison  | Final Four | Sieger                                  | Platz 2                                 | Platz 3                                 |
| ------- | ---------- | --------------------------------------- | --------------------------------------- | --------------------------------------- |
| 2007/08 | Bursa      | Vakıfbank Güneş Sigorta İstanbul        | Infoplus Minetti Imola                  | Dresdner SC                             |
| 2008/09 | Jesi       | Monte Schiavo Jesi                      | Panathinaikos Athen                     | Leningradka Sankt Petersburg            |
| 2009/10 | Dresden    | Dresdner SC                             | Asterix Kieldrecht                      | Galatasaray Istanbul                    |
| 2010/11 | —          | Azerrail Baku                           | Lokomotiv Baku                          | —                                       |
| 2011/12 | —          | Lokomotiv Baku                          | Baki Baku                               | —                                       |
| 2012/13 | —          | VK Dynamo Krasnodar                     | Rebecchi Piacenza                       | —                                       |
| 2013/14 | —          | VK Saretschje Odinzowo                  | Beşiktaş Istanbul                       | —                                       |
| 2014/15 | —          | Bursa Büyüksehir Belediyespor           | Uralotschka Jekaterinburg               | —                                       |
| 2015/16 | —          | CSM Bukarest                            | Trabzon İdmanocağı                      | —                                       |
| 2016/17 | —          | Bursa Büyüksehir Belediyespor           | Olympiakos SFP Piräus                   | —                                       |
| 2017/18 | —          | Olympiakos SFP Piräus                   | Bursa Büyüksehir Belediyespor           | —                                       |
| 2018/19 | —          | Saugella Monza                          | Aydın Büyükşehir Belediyespor           | —                                       |
| 2019/20 | —          | wegen der COVID-19-Pandemie abgebrochen | wegen der COVID-19-Pandemie abgebrochen | wegen der COVID-19-Pandemie abgebrochen |
| 2020/21 | —          | Yeşilyurt Istanbul                      | CS Volei Alba-Blaj                      | —                                       |
| 2021/22 | —          | Savino Del Bene Scandicci               | Sanaya Libby's La Laguna                | —                                       |
| 2022/23 | —          | Reale Mutua Fenera Chieri '76           | CSM Lugoj                               | —                                       |
| 2023/24 | —          | Igor Gorgonzola Novara                  | Neptunes Nantes                         | —                                       |
| 2024/25 | —          | Roma Volley Club                        | Reale Mutua Fenera Chieri'76            | —                                       |